# Sebastian Foss-Solevåg
Sebastian Johann Foss-Solevåg (Ålesund, 13 de julio de 1991) es un deportista noruego que compitió en esquí alpino, especialista en la modalidad de eslalon.
Participó en tres Juegos Olímpicos de Invierno, entre los años 2014 y 2022, obteniendo dos medallas de bronce, en Pyeongchang 2018, en la prueba de equipo mixto, y en Pekín 2022, en el eslalon.
Ganó dos medallas de oro en el Campeonato Mundial de Esquí Alpino de 2021, en la prueba de eslalon y en el equipo mixto. En la Copa del Mundo consiguió dos victorias y cinco podios en total.

## Palmarés internacional
| Juegos Olímpicos   | Juegos Olímpicos            | Juegos Olímpicos  | Juegos Olímpicos |
| Año                | Lugar                       | Medalla           | Prueba           |
| ------------------ | --------------------------- | ----------------- | ---------------- |
| 2018               | Pyeongchang (Corea del Sur) | Medalla de bronce | Equipo mixto     |
| 2022               | Pekín (China)               | Medalla de bronce | Eslalon          |
| Campeonato Mundial |                             |                   |                  |
| Año                | Lugar                       | Medalla           | Prueba           |
| 2021               | Cortina d'Ampezzo (Italia)  | Medalla de plata  | Eslalon          |
| 2021               | Cortina d'Ampezzo (Italia)  | Medalla de oro    | Equipo mixto     |